# Jalapski noćurak
Jalapski noćurak (lat. Mirabilis jalapa) najčešće je uzgajana ukrasna vrsta biljke Mirabilis i dostupna je u raznim bojama. Mirabilis na latinskom znači divno, a Jalapa (ili Xalapa) je glavni grad savezne države Veracruz u Meksiku. Vjeruje se da su Azteci uzgajali Mirabilis jalapu u ljekovite i ukrasne svrhe.
Cvjetovi se obično otvaraju kasno poslijepodne ili u sumrak (između 16 i 20 sati), što je dalo povod za jedan od njegovih uobičajenih naziva (eng. four o'clock flower – Cvijet 4 sata). Cvjetovi zatim proizvode jak, sladak miris tijekom cijele noći, a ujutro se zatvaraju. Novi cvjetovi se otvaraju sljedeći dan. U Europu je stigao 1525. godine. Danas je uobičajena u mnogim tropskim regijama, a u Europi je cijenjena i kao (ne izdržljiva) ukrasna biljka. To je dječji državni cvijet Connecticuta pod nazivom Michaela Petit's Four O'Clocks.

## Etimologija
Ime Mirabilis jalapa, koje je dao Carl Von Linné 1753. godine, nastalo je od znanstvenog latinskog Mirabilis što znači "vrijedan divljenja", aluzijom na izvanredne boje cvjetova i specifično ime jalapa koje bi se odnosilo na njegovo podrijetlo u Jalapi u Gvatemali. No, epitet jalapa mogao bi se odnositi i na grad Xalapa (Jalapa) u Meksiku iz kojeg je potjecao nekadašnji purgativ, nazvan jalap, koji se dobivao iz gomolja gomoljastog jalapa. Xalapa je također dala ime papričici Jalapeño.

Linnaeus spominje sve vrste jalapa koje je opisao Joseph Pitton de Tournefort, a koji je 1694. napisao:
„Jalap, ili Belle de Nuit, je vrsta biljke čiji je cvijet lijevkasto proširena cijev s nazubljenim paviljonom... Otac Plumier me uvjeravao da je Jalap, koji nam je donesen s korijenom iz Amerike, prava vrsta Belle de nuit. Također smo primili sjeme koje je u pariškom Jardin Royal de Nuit proizvelo biljku vrlo sličnu običnoj Belle de nuit; ali ovo sjeme je naboranije, a listovi biljke su manje glatki.“ 

## Opis
To je višegodišnja, zeljasta, grmolika biljka koja doseže visinu od uglavnom 1 metar, rijetko do 2 metra. Može se uzgajati i kao jednogodišnja biljka, posebno u umjerenom pojasu. Plodovi s jednom sjemenkom su okrugli, naborani i crni kada sazriju, a u početku su zelenkasto-žuti. Stabljike su debele, pune, četverokutne s mnogo grana i ukorjenjivanjem u čvorovima. Držanje je često prostrato.
Zanimljiv aspekt M. jalapa je da cvjetovi različitih boja rastu istovremeno na istoj biljci. Osim toga, pojedinačni cvijet može biti poprskan različitim bojama. Cvjetni uzorci nazivaju se sektori (cijeli dijelovi cvijeta), pahuljice (pruge različite duljine) i mrlje. Jedan cvijet može biti jednobojan žut, crven, magenta, ružičast ili bijel, ili imati kombinaciju sektora, pahuljica i mrlja.      Nadalje, na različitim cvjetovima iste biljke mogu se pojaviti različite kombinacije cvjetova i uzoraka.
Cvjetovi su obično žuti, ružičasti i bijeli, ali se mogu pronaći i različite kombinacije cvjetova koji rastu na istoj jednoj biljci . Još jedna zanimljiva stvar je fenomen promjene boje. Na primjer, kod žute sorte, kako biljka sazrijeva, mogu se pojaviti cvjetovi koji postupno mijenjaju boju u tamno ružičastu. Slično tome, bijelo cvijeće može promijeniti boju u svijetlo ljubičastu. Unatoč svom izgledu, cvjetovi nisu formirani od latica - već su pigmentirana modifikacija čaške. Slično tome, 'čaška' je ovojnica brakteja. Cvjetovi su lijevkastog oblika i peterolisni, nemaju čašicu (zamjenjuju je braktealni listovi) već su građeni od krunice.
Cvatovi sadrže tri do sedam nepuknutih cvjetova. Zaradivši naziv "cvijet četiri sata", mirisni cvjetovi otvaraju se kasno poslijepodne ili rano navečer, a također i po oblačnom vremenu, te ispuštaju miris koji podsjeća na cvijet duhana i privlače moljce za oprašivanje. Anteza traje od 16 do 20 sati i stoga ostaje vidljiva dio dana. Cvjetove oprašuju dugojezični moljci iz porodice Sphingidae, poput sfinginih moljaca ili jastrebovih moljaca i drugih noćnih oprašivača koje privlači miris.

## Uzgoj
Biljka najbolje uspijeva na punom suncu . Često na suncu lišće uvene, a zatim se snažno vrati navečer, kada temperature počnu padati i sunce zađe. Ne podnosi hladnoću jer nadzemni dio, s prvim mrazevima, propada i može uginuti, ali podzemni dio koji se može vratiti vegetaciji u proljeće ostaje vitalan. Biljka će se sama zasijavati, često se brzo širi ako se ne kontrolira u vrtu. Neki vrtlari preporučuju namakanje sjemena prije sadnje, ali to nije apsolutno potrebno. U Sjevernoj Americi, biljka raste višegodišnje u toplim, obalnim okruženjima, posebno u USDA zonama 7-10. Biljku je lako uzgajati, sve dok je sunčana ili djelomično u sjeni. U tim uvjetima raste vrlo brzo.
Poželjno raste u laganom tlu, bogatom humusom i dobro dreniranom, neutralne kiselosti (pH). Uzgoj u lončanicama uvijek je moguć s mješavinom 80% zemlje i 20% vrtne zemlje te vrlo dubokom posudom s gomoljima koji se stavljaju na dubinu od 10 cm. Obično se sije od sredine veljače do svibnja. Sjeme brzo klija na temperaturi od 18 °C. 

## Rasprostranjenost i stanište
Mirabilis jalapa porijeklom je iz suhih tropskih regija Sjeverne, Srednje i Južne Amerike : Meksika, Gvatemale, Čilea i Perua . Ova biljka je uvedena u ukrasne svrhe i naturalizirala se u tropskim, suptropskim i umjerenim regijama svijeta. Trenutno je prisutan u mnogim zemljama Azije, Afrike, Sjedinjenih Država, Bliskog istoka i Europe. Na Réunionu je Mirabilis jalapa isprva bila ukrasna vrsta; međutim, naturalizirala se na zapadnoj obali, između 400 i 700 m nadmorske visine, te na južnoj obali između 0 i 700 m.
Javlja se u ruderalnom području krhotina i relativno je čest u korovnim poljima šećerne trske na zapadnoj i južnoj obali. Njegova visoka proizvodnja sjemena i brzi rast omogućuju mu da pokrije i do 30% do 50% nasada šećerne trske. U hladnijim suptropskim i umjerenim regijama, uvenut će s prvim mrazevima ili kako se vrijeme počne hladiti (osobito nakon što potpuno sazrije i završi sa samosijavanjem), a ponovno će izrasti sljedećeg proljeća iz gomoljastog korijenja.

## Genetske studije
Oko 1900. godine, Carl Correns je koristio Mirabilis kao modelni organizam za svoja istraživanja citoplazmatskog nasljeđivanja. Koristio je šareno lišće biljke kako bi dokazao da određeni čimbenici izvan jezgre utječu na fenotip na način koji Mendelove teorije nisu objasnile. Correns je pretpostavio da se boja lista kod Mirabilisa prenosi putem uni-parentalnog načina nasljeđivanja.
Također, kada se biljke s tamnoružičastim cvjetovima križaju s biljkama s bijelim cvjetovima, nastaju potomci sa svijetloružičastim cvjetovima. Ovo se smatra iznimkom od Mendelovog zakona dominacije jer se u ovom slučaju čini da su tamnoružičasti i bijeli geni jednake snage, pa nijedan potpuno ne dominira drugim. Fenomen je poznat kao nepotpuna dominacija. Međutim, Mendelov princip uniformnosti u F1 generaciji i princip segregacije u F2 generaciji gena se primjenjuju, što potvrđuje važnost Mendelovih otkrića.   

## Kemija
Osam betaksantina ( indikaksantin, vulgaksantin-I, miraksantin-I, II, III, IV, V i VI) može se izolirati iz cvjetova M. jalapa . 
Rotenoidi (mirabijalon A, B, C i D, 9-O- metil -4-hidroksiborevanon B, boeravinon C i boeravinon F, te 1,2,3,4-tetrahidro-1-metilizokinolin-7,8-diol) mogu se izolirati iz korijena. 
Masna kiselina (8-hidroksioktadeka-cis-11,14-dienska kiselina) nalazi se kao sporedna komponenta u ulju sjemenki. 
Analiza metanolnog ekstrakta nadzemnih dijelova daje β- sitosterol, stigmasterol, ursolnu kiselinu, oleanolnu kiselinu i brasikasterol . 
Frakcioniranje organskog ekstrakta stanične mase iz manipulirane kulture biljnih stanica M. jalapa vođeno biološkim testom dovelo je do izolacije i naknadne identifikacije izoflavona, proteinoida i dehidrorotenoida. Dva od ovih spojeva odgovorna su za antimikrobno djelovanje protiv Candide albicans . 
Frakcioniranje metanolnog ekstrakta M. jalapa vođeno biološkim testom također je dovelo do izolacije aktivnog polifenolnog amida: N-trans-feruloil 4'-O-metildopamina. Ovaj spoj pokazuje umjerenu aktivnost kao inhibitor efluksne pumpe protiv Staphylococcus aureusa otpornog na više lijekova. 

## Upotreba
- Cvjetovi se koriste u prehrambenim bojama . Listovi se mogu jesti i kuhani, ali samo kao hrana za hitne slučajeve. [14]
- Jestiva grimizna boja dobiva se iz cvjetova za bojanje kolača i želea. [14]
- U biljnoj medicini, dijelovi biljke mogu se koristiti kao diuretik, purgativ i za zacjeljivanje rana . Vjeruje se da je korijen afrodizijak, kao i da ima diuretička i purgativna svojstva. Također se koristi u liječenju vodene bolesti .
- Listovi se koriste za smanjenje upale. Uvarak od njih (zgnječenjem i kuhanjem) koristi se za liječenje apscesa. Sok od lišća može se koristiti za liječenje rana. Gomoljasti korijeni cvijeta imaju laksativni učinak.
- Sjeme nekih sorti, samljeveno u prah, koristi se kao kozmetičko sredstvo i boja. [14] Sjemenke se smatraju otrovnima. [15]
- Biljka ima potencijal za bioremedijaciju tla onečišćenog umjerenim koncentracijama teških metala poput kadmija . [16]
- U Brazilu, indijski Kayapo njuškaju prah suhog cvijeća kako bi liječili glavobolje, a uvarak korijena koriste za pranje rana i liječenje kožnih oboljenja poput gube . U Peruu se sok izvađen iz cvjetova koristi za herpesne lezije i bol u uhu. Sok izvađen iz korijena također se koristi za liječenje bolova u uhu, kao i proljeva, dizenterije, sifilisa i infekcija jetre. U Meksiku se uvarci cijele biljke koriste za dizenteriju, inficirane rane te ubode pčela i škorpiona. [17]
- Ekstrakt cvijeta može se koristiti kao prirodni pH indikator u kiselinsko-baznoj titraciji . Shishir i suradnici su 2008. godine otkrili i pokazali da je to i ekonomično i točno.
- Neke studije ukazuju na to da je M. jalapa drevni izvor u himalajsku regiju. [18]

## Galerija
- Plod Mirabilis jalapa
- Biljka u punom cvatu, poznata kao "četiri sata".
- Različite varijacije boja cvijeta i cvjetovi različitih boja na istoj biljci.
- Šareni cvijet na biljci s četiri sata.
- Prirodna varijacija boja na cvjetovima "four oak".
- Cvijeće u raznim bojama
- Vrt
- Mirabilis jalapa
- Ružičasta i bijela
- Prašnici
- Kultivar Mirabilis jalapa

## Daljnje čitanje
- Correns, C. 1909. Vererbungsversuche mit blass (gelb) grünen und buntblättrigen Sippen bei Mirabilis, Urtica und Lunaria (njemački). ZIAV 1CS1 održavanje: lokacija (link)
- Pierce, B. 2005. Genetics: A Conceptual Approach. 2nd izdanje. New York, Freeman. ISBN 9780716788812